# 德克萨斯大学法学院

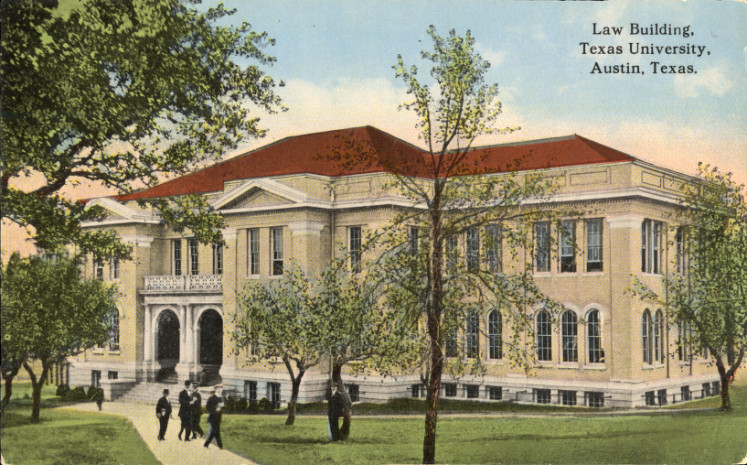
印在1908–1924 年间发行的明信片上的法学院照片

德克萨斯大学法学院（University of Texas School of Law，简称 UT Law）
是一所自1883年起在美国德克萨斯奥斯汀创设的法学院，附属于德克萨斯大学奥斯汀分校。该法学院在2017年《美国新闻与世界报道》的法学院排名里被评为第14名。
该学院录取率很低，平均 LSAT 分数为167，平均 GPA 是3.67。学生平均年龄为24岁，女生占全体学生的48%。学生来自全美27个州。作为一所公立法学院，新生当中有65%的席位是给德克萨斯居民预留的。
但是该校也会录取LSAT分数极低但是与学校有政治关系的学生。最低时某学生LSAT分数仅为128（LSAT可能取得的最低分为120）。

## 外部連結
- 官方网站